# Jan Dierckx
Jan Dierckx (rond 1955) is een Nederlandse politicus van de VVD.
Hij was wethouder en locoburgemeester van de gemeente Reusel-De Mierden. In 2007 en 2008 was hij gedurende een periode van tien maanden wethouder van de gemeente Veldhoven.
Dierckx is lid van de VVD en sinds 1982 actief in de politiek.
In de periode 1990-1996 bekleedde hij de functie van wethouder.
Na de gemeenteraadsverkiezingen van 6 maart 2002 werd er in de gemeente Reusel-De Mierden een coalitie gevormd van PvdA, VVD en Verontruste Burgers Reusel.
Op 16 april 2002 werd tijdens de presentatie van het coalitieprogramma Dierckx aangewezen als wethouder en locoburgemeester.
Hij bleef wethouder tot 4 februari 2004, de dag waarop de PvdA het vertrouwen in de beide andere partijen opzegde en de coalitie viel.
Er werd een nieuwe coalitie gevormd, waarin de VVD geen plaats nam.
Na de gemeenteraadsverkiezingen van 7 maart 2006 werd Dierckx voorzitter van de VVD fractie.
Op 25 september 2007 werd hij benoemd tot wethouder van de gemeente Veldhoven, waarbij hij zijn functie als fractievoorzitter neerlegde.
Hij verving wethouder Selma Koegler die vanwege gezondheidsredenen tijdelijk haar functie moest neerleggen.
Zijn portefeuille bevatte economische zaken, sociale zaken, onderwijs, sport en cultuur.
Op 2 juli 2008 droeg Dierckx zijn functie als wethouder weer over aan Koegler.